# Friedrich Karl Henkel

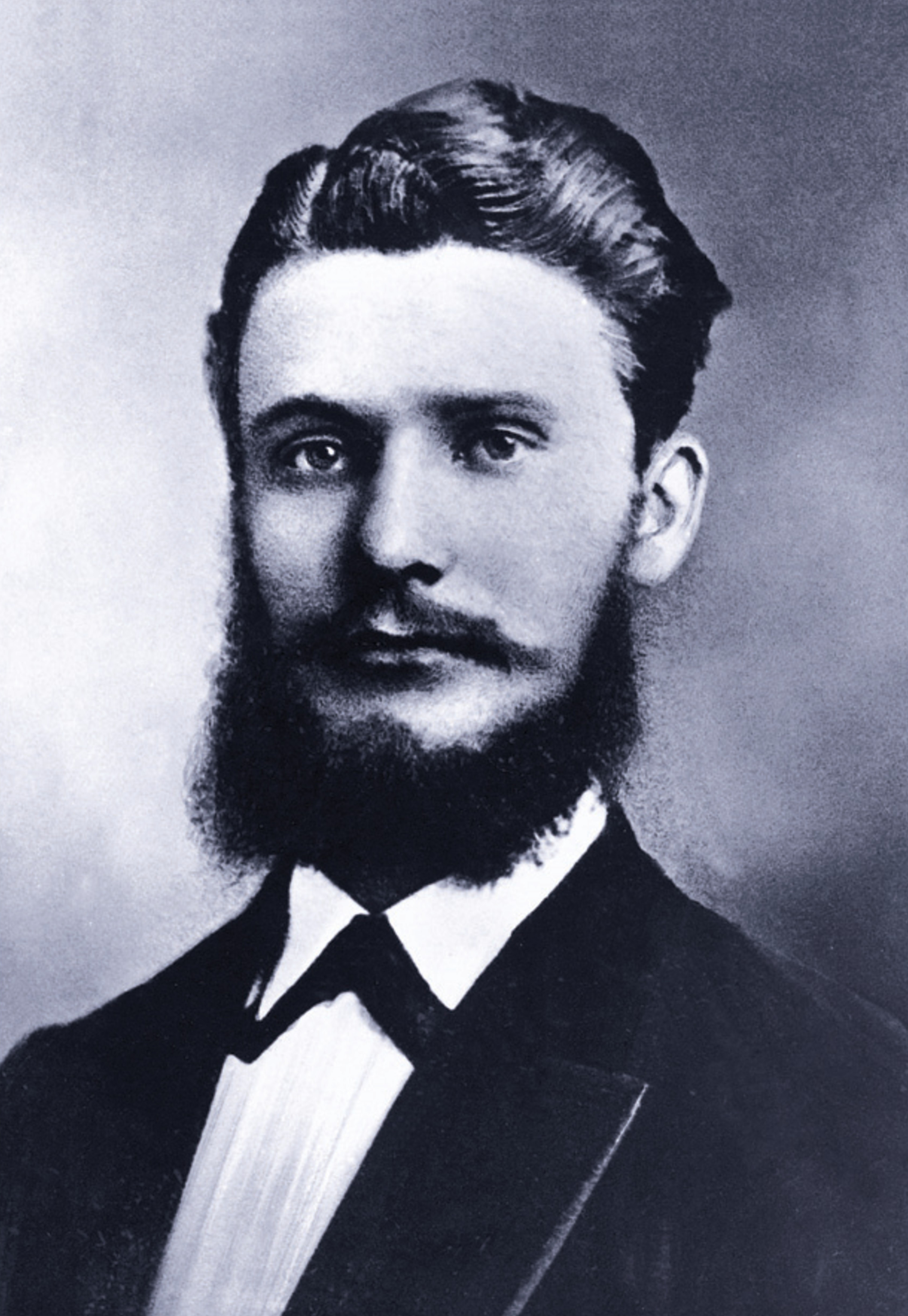
Fritz Henkel (ca. 1876)

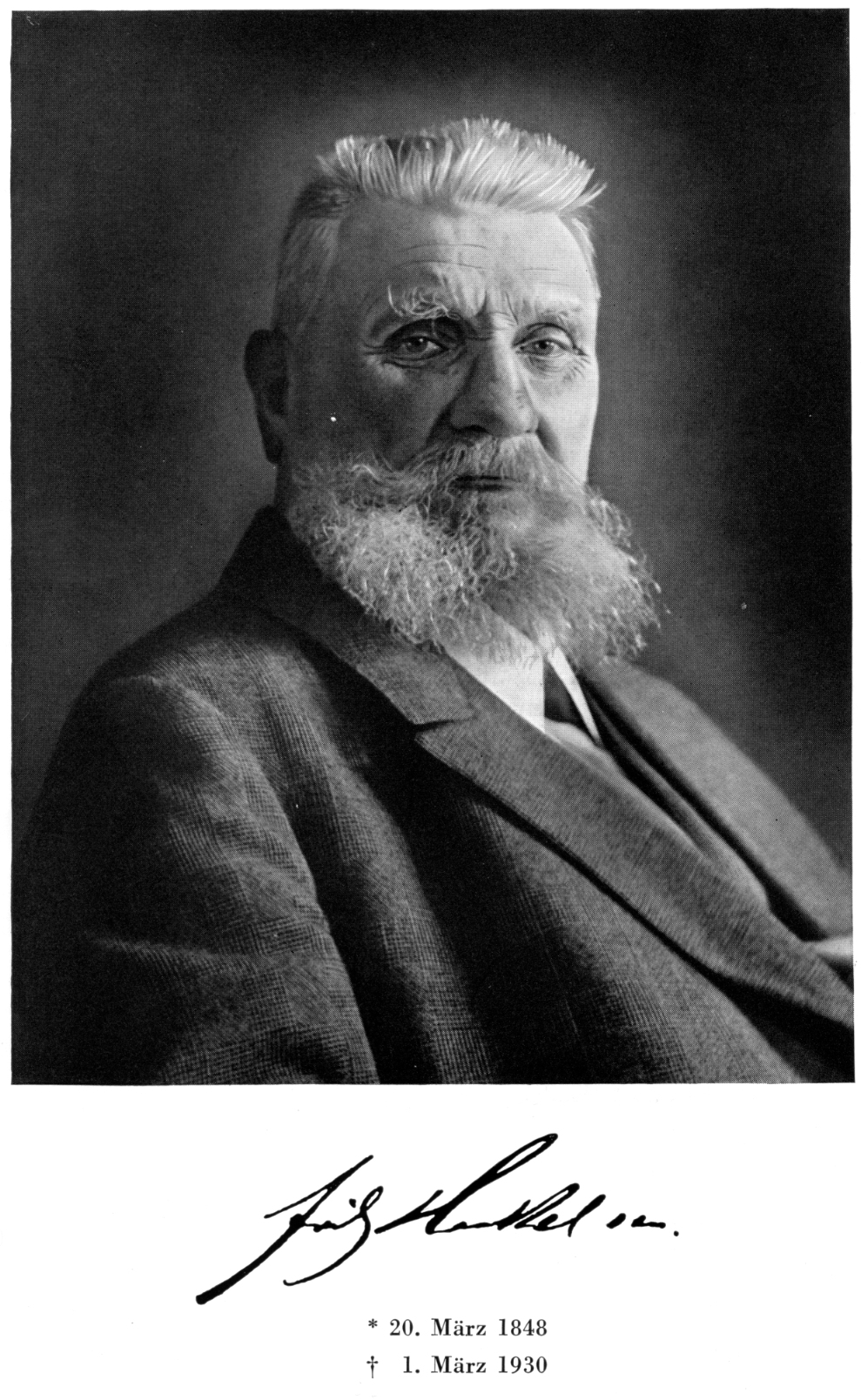
Fritz Henkel (ca. 1928)

Friedrich („Fritz“) Karl Henkel (* 20. März 1848 in Vöhl; † 1. März 1930 in Rengsdorf) war ein deutscher Unternehmer und Gründer des Henkel-Konzerns.

## Leben
Fritz Henkel wurde als fünftes Kind seiner Eltern, dem aus Wallau an der Lahn stammenden Lehrer Johann Jost Henkel (1809–1874) und dessen Frau Johanette Philippine (1807–1881), geb. Jüngst, geboren. Mit siebzehn Jahren zog er nach Elberfeld, wo er eine Ausbildung in der Farben- und Lackfabrik der Gebrüder Gessert begann. Er arbeitete sich dort nach Beendigung seiner Lehre bis zum Prokuristen hoch.
Am 4. Oktober 1873 heiratete Henkel in Elberfeld Elisabeth von den Steinen (* 23. Januar 1852 in Elberfeld; † 5. November 1904 in Düsseldorf), eine Tochter von August von den Steinen und Alwine, geb. Schlieper. Das Paar hatte vier Kinder:
- August (* 8. Juli 1874 in Aachen; † 8. Juni 1879 in Vöhl) verstarb vierjährig
- Fritz (* 25. Juli 1875 in Aachen; † 4. Januar 1930 in Unkel) verstarb zwei Monate vor seinem Vater
- Hugo (Wilhelm) (* 21. Januar 1881 in Düsseldorf; † 18. Dezember 1952 in Hösel)
- Emmy Anna (* 8. September 1884 in Düsseldorf; † 19. September 1941 in Düsseldorf).

1874, im Alter von 26 Jahren, wurde Henkel Teilhaber der Chemikalien- und Farbengroßhandlung Henkel und Strebel. Am 26. September 1876 gründete der damals 28-Jährige gemeinsam mit den Inhabern der Rheinischen Wasserglasfabrik Scheffen und Dicker die Waschmittelfabrik Henkel & Cie in Aachen. Nach dem Ausscheiden von Scheffen und Dicker übernahm Henkel die alleinige Verantwortung für die Firma.
Zwei Jahre nach der Gründung verlegte er den Firmensitz nach Düsseldorf, wo er eine leerstehende Seifenfabrik mietete. 1880 begannen schließlich die Bauarbeiten für ein neues Firmengebäude in Düsseldorf-Flingern. Das Unternehmen erwirtschaftete unter seiner Leitung 1899 einen Umsatz von über einer Million Mark. Henkel verlegte den Firmensitz 1899 nach Düsseldorf-Holthausen, wo bis Ende 1900 vier Gebäudekomplexe entstanden, sowie auch das Wohnhaus Fritz Henkel in Düsseldorf-Stadtmitte.
1911, im Jahr seiner Ernennung zum Königlich-Preußischen Kommerzienrat, zog Henkel nach Rengsdorf im Westerwald, wo er ein großzügiges Landhaus (Haus Henkel) als Alterswohnsitz baute. In Rengsdorf baute er außerdem ein Gästehaus, das als Erholungsheim für Werksangehörige diente; er förderte die Gemeinde in vielen Belangen.
Anlässlich seines 50-jährigen Kaufmannsjubiläums 1915 stiftete Fritz Henkel den Unterstützungsfonds für Arbeiter und Angestellte; 1918 zu seinem 70. Geburtstag folgte die Alters- und Hinterbliebenen-Versorgung der Angestellten (Pensionskasse).
Am 1. März 1930 starb Fritz Henkel im Alter von 81 Jahren nach kurzer, schwerer Krankheit auf seinem Landsitz in Rengsdorf. Beigesetzt wurde er auf dem Nordfriedhof in Düsseldorf. Der pavillonartige, vorn offene Rundbau aus Muschelkalk mit verglaster Kuppel, der an einen griechischen Tempel vom Typ Monopteros erinnert, wurde um 1925 von dem Architekten Walter Furthmann erbaut. Die Frauenfigur aus weißem Marmor ist ein neoklassizistisches Spätwerk des 1927 verstorbenen Bildhauers Karl Janssen. Er war der Vater von Gerda Henkel-Janssen (1888–1966), der Ehefrau des Industriellen Hugo Henkel.
Sein jüngster Sohn Hugo Henkel übernahm die alleinige Firmenleitung. Zur Erinnerung an dessen Frau Gerda wurde 1976 die Gerda Henkel Stiftung gegründet, die sich im Bereich der Wissenschaftsförderung engagiert.

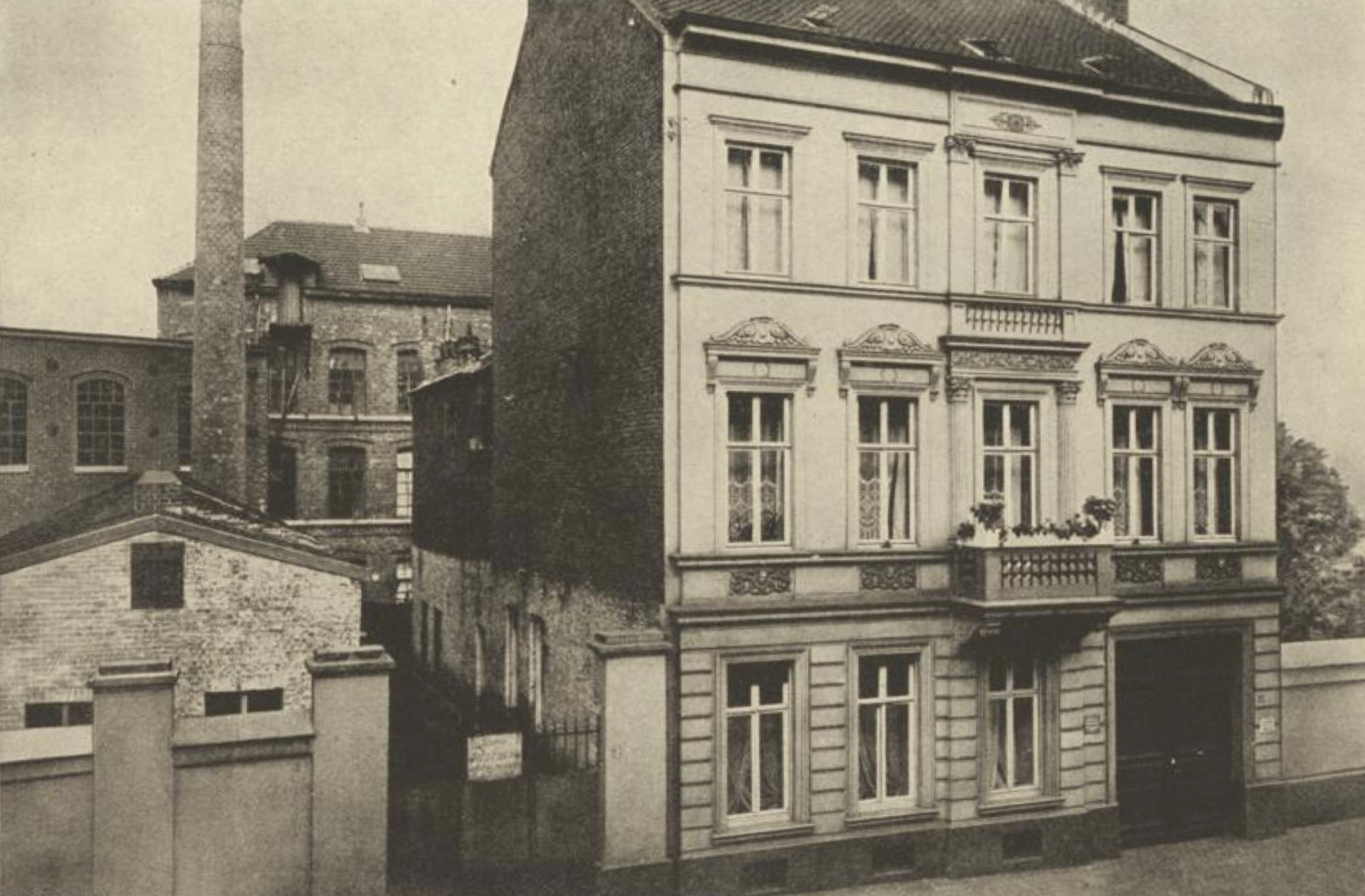
Henkel & Cie. Fabrik- und Kontorgebäude in Aachen (Foto Erwin Quedenfeldt 1916)
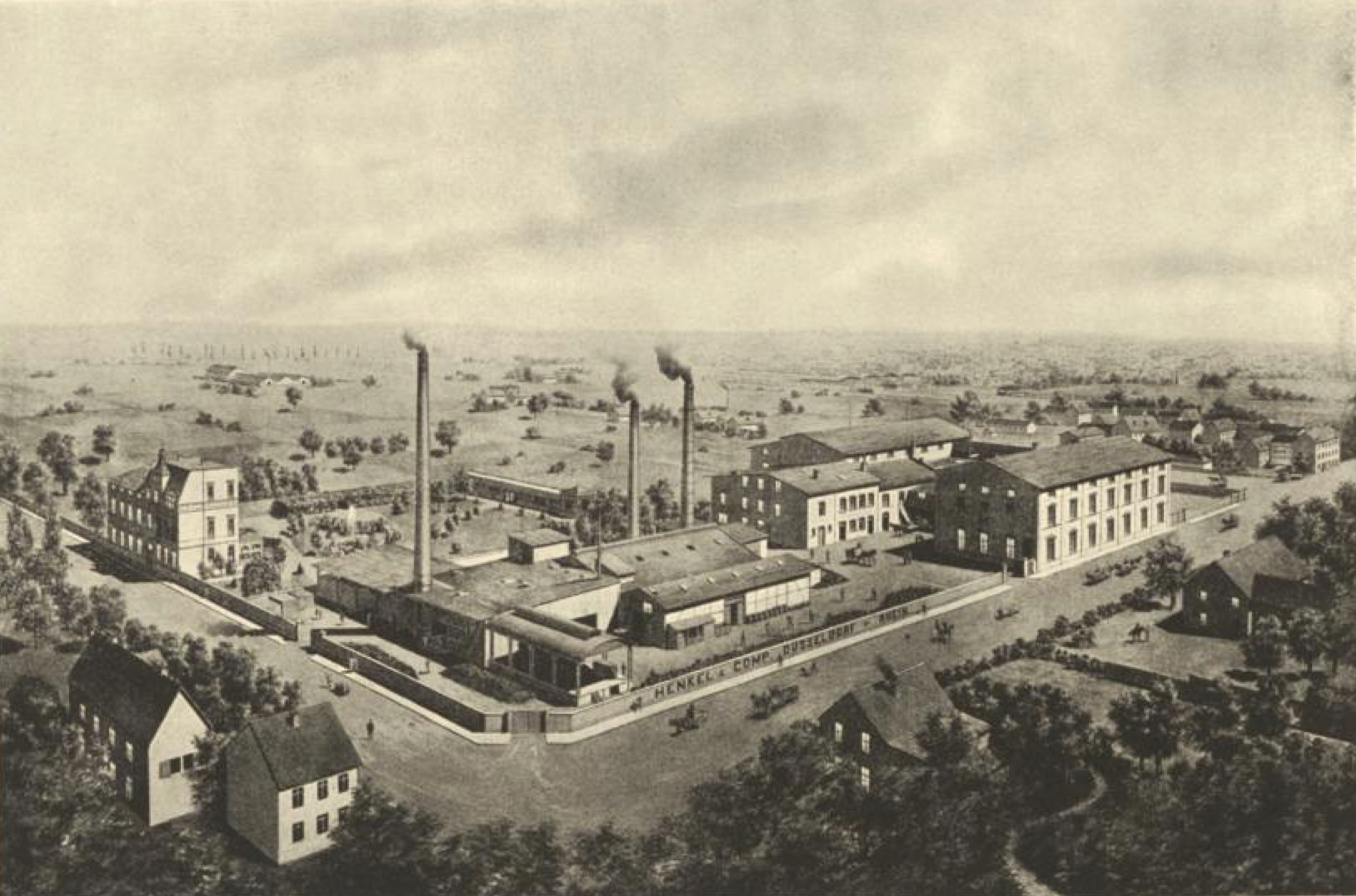
Bleichsodafabrik, Henkel & Co. Gerresheimer Straße 171, Düsseldorf-Flingern Süd (Abbildung von 1896)
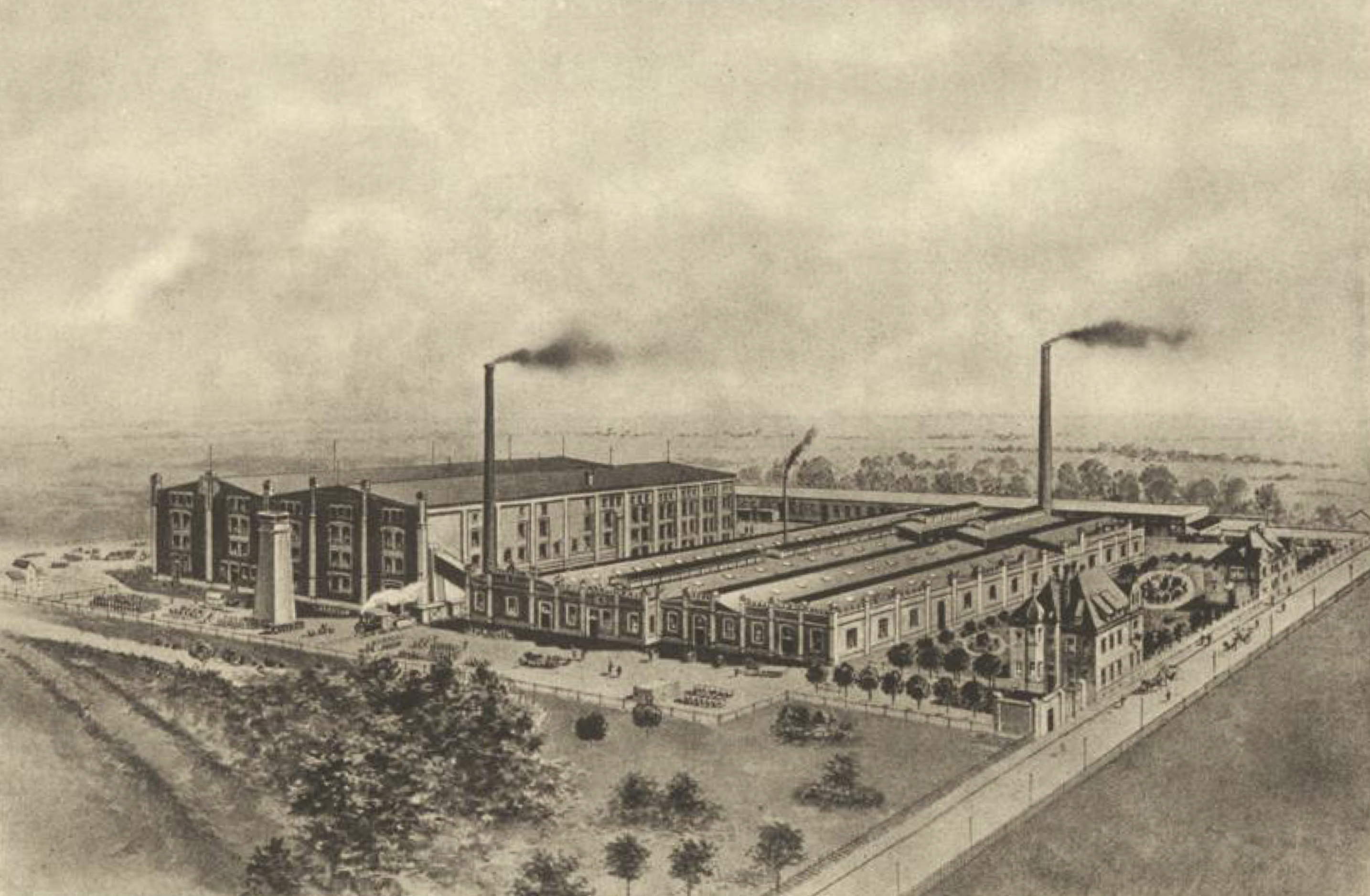
Henkel Fabrik Düsseldorf-Holthausen (Abbildung von 1906)

## Auszeichnungen und Würdigungen
- 1. Juli 1911: Königlich-Preußischer Kommerzienrat
- 1925/1926: Ehrenbürger von Vöhl, Wallau (Lahn), Rengsdorf und Benrath
- 27. April 1928: Ehrenbürger von Düsseldorf, Festakt am 22. August
- Die Fritz-Henkel-Halle und Fritz-Henkel-Straße in Wallau wurden nach ihm benannt.[5] Zur Errichtung der Fritz-Henkel-Halle hatte Fritz Henkel der Gemeinde Wallau 30.000 Reichsmark gestiftet.[6]
- Henkelhaus (1926) und Henkelschule (1955/56)[7] in Vöhl. Fritz Henkel hatte den Bau des Henkelhauses mit einer Spende unterstützt.

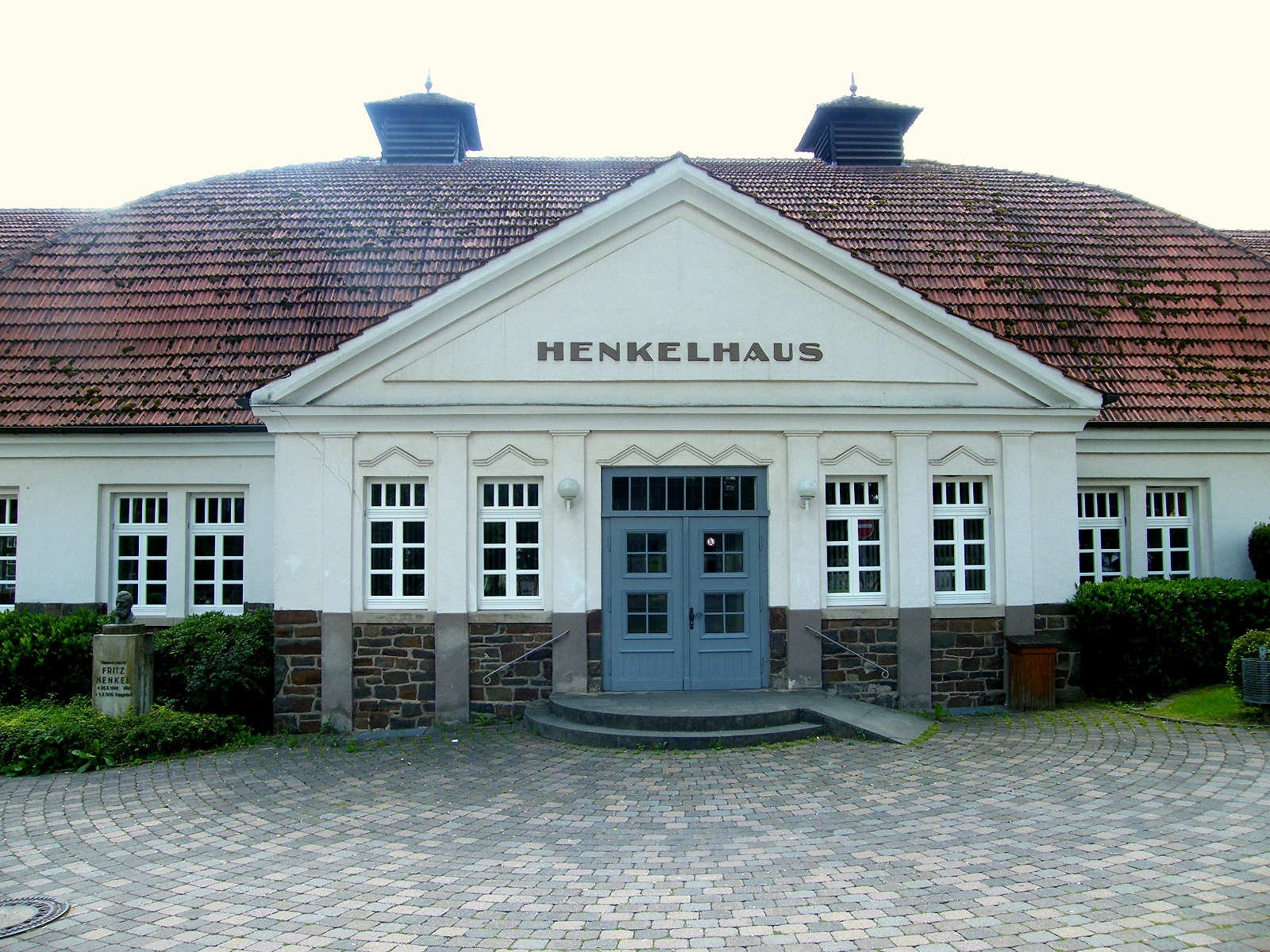
„Henkelhaus“ in Vöhl
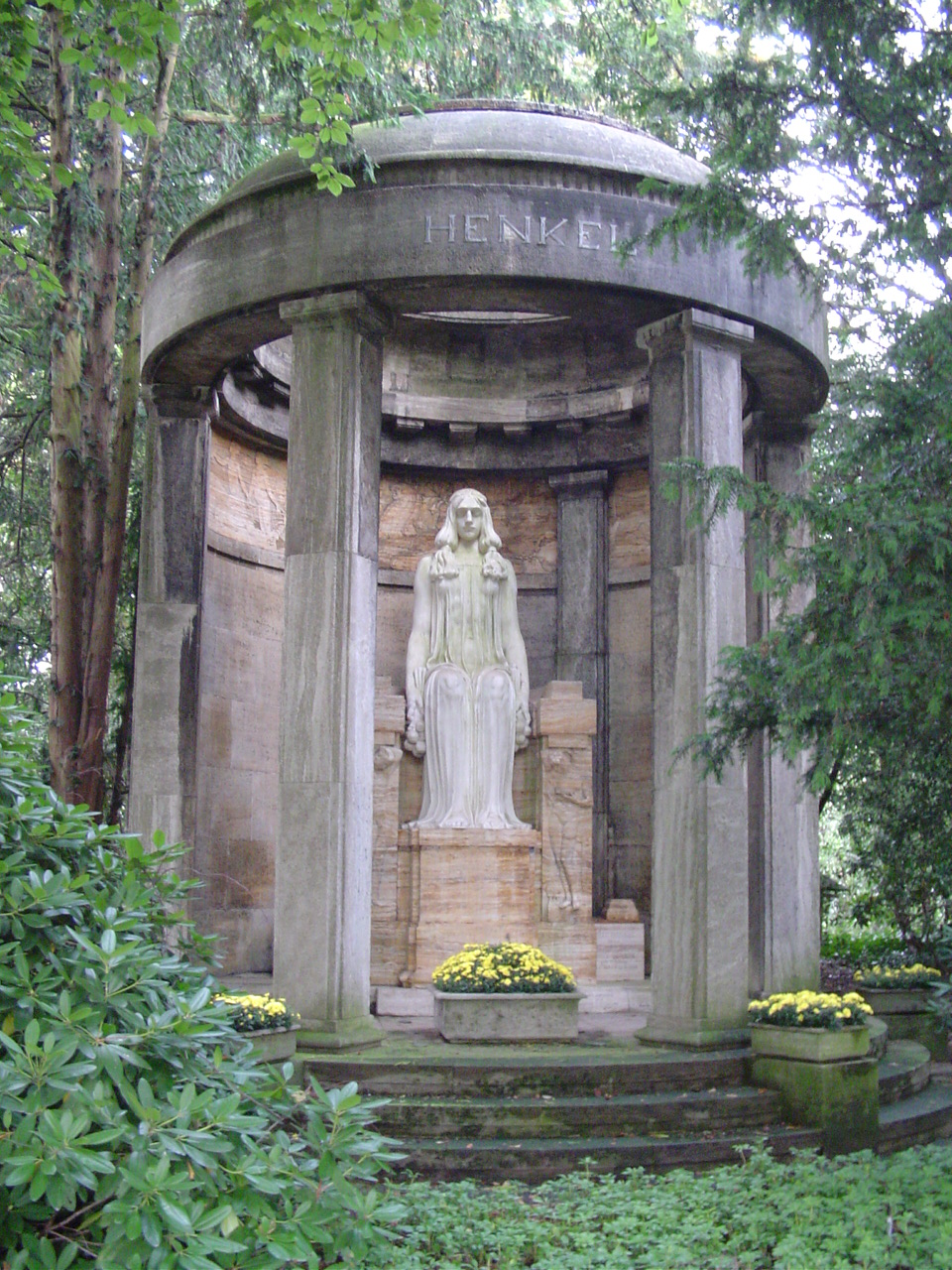
Familiengrab auf dem Nordfriedhof in Düsseldorf
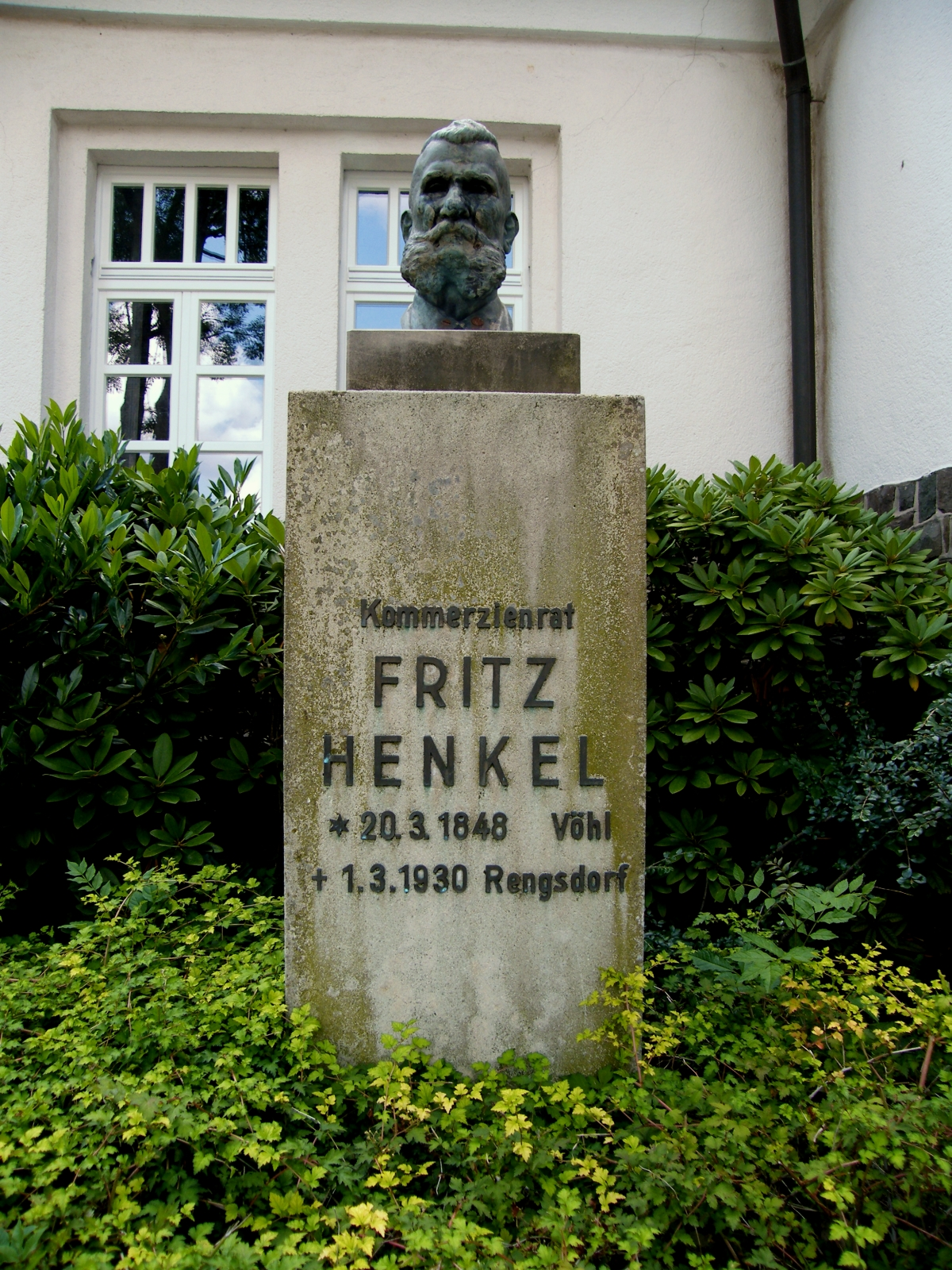
Henkel-Büste in Vöhl